# Westrarchaea
Westrarchaea là một chi nhện trong họ Malkaridae.